# Avaliação de curto-circuito
Avaliação de curto-circuito, avaliação mínima ou avaliação de McCarthy especifica a semântica de alguns operadores booleanos em algumas linguagens de programação na qual o segundo argumento é apenas executado ou avaliado se o primeiro argumento não for suficiente para determinar o valor da expressão: quando o primeiro argumento de uma função AND é avaliado como falso, o valor global deve ser falso e quando o primeiro argumento da função OR for avaliado como verdadeiro, o valor global deve ser verdadeiro. Em algumas linguagens de programação (Lisp), os operadores booleanos usuais são de curto-circuito. Em outras (Java, Ada), os operadores booleanos padrões e de curto-circuito estão disponíveis.
O operador de curto-circuito x Sand y é equivalente à expressão condicional if x then y else false. x Sor y é equivalente à if x then true else y.

## Suporte em linguagens de programação comuns
| Linguagem                    | Operadores           | Operadores de curto-circuito              | Tipo do resultado |
| ---------------------------- | -------------------- | ----------------------------------------- | ----------------- |
| Ada, Eiffel                  | and , or             | and then , or else                        | Booleano          |
| ALGOL 68                     | and , & , ∧ ; or , ∨ | andf , orf (ambos definidos pelo usuário) | Booleano          |
| C1                           | & , \|               | & , \|\|                                  | Numérico          |
| C++, Objective Caml, Haskell | none                 | & , \|\|                                  | Booleano          |
| C#, Java, MATLAB, R          | & , \|               | & , \|\|                                  | Booleano          |
| ColdFusion                   | none                 | AND , OR , & , \|\|                       | Booleano          |
| Erlang                       | and, or              | andalso , orelse                          | Booleano          |
| Fortran                      | .and. , .or.         |                                           | Booleano          |
| JavaScript                   | none                 | & , \|\|                                  | Último valor      |
| Lisp, Lua, Scheme            | none                 | and , or                                  | Último valor      |
| Pascal                       | and, or2             | and_then , or_else3                       | Booleano          |
| Perl, Ruby                   | & , \|               | & , and , \|\| , or                       | Último valor      |
| PHP                          | none                 | & , and , \|\| , or                       | Booleano          |
| Python                       | none                 | and , or                                  | Último valor      |
| Smalltalk                    | & , \|               | and: , or:                                | Booleano          |
| Standard ML                  | Desconhecido         | andalso , orelse                          | Booleano          |
| Visual Basic .NET            | And , Or             | AndAlso , OrElse                          | Booleano          |
| VB Script, VB Classic, VBA   | And , Or             | Select Case                               | Numérico          |

1 C, antes C99, de fato não possuía um tipo booleano distinto.

2 ISO Pascal permite, mas não requer operações de curto-circuito.

3 ISO-10206 Extended Pascal suporta and_then e or_else.